# SC Preußen Breslau
SC Preußen Breslau was een Duitse voetbalclub uit Breslau (het tegenwoordige Wrocław, Polen).

## Geschiedenis
De club werd opgericht op 15 december 1902. De club richtte in februari 1903 mee de zich Breslause voetbalbond op en werd ingedeeld in de tweede klasse met de reserveteams van de drie eersteklassers. Ondanks een laatste plaats in 1904 mocht de club in 1905 in de eerste klasse aantreden met nog drie andere clubs. De club verloor alle wedstrijden. Het volgende seizoen ging de voetbalbond op in de Zuidoost-Duitse voetbalbond, een van de overkoepelende bonden uit die tijd. De club speelde in de schaduw van de succesvollere stadsrivalen. In 1913 eindigde de club samen met VfR 1897 Breslau op de eerste plaats. Er kwamen een extra wedstrijd om de titel die de club met 0-2 kon winnen. Hierdoor plaatste de club zich voor de Zuidoost-Duitse eindronde. De club won in de eerste ronde met 1-0 van Britannia Posen en verloor in de halve finale met 1-2 van Askania Forst. De club protesteerde en de wedstrijd werd opnieuw gespeeld. Askania won wederom met 1-2. Het volgende seizoen werd de club achtste, één plaats boven de degradatiezone.
Na de Eerste Wereldoorlog fuseerde de club met Verein Breslauer Sportfreunde tot de Vereinigte Breslauer Sportfreunde.

## Erelijst
Kampioen Breslau
1913